# Чале-Шом
Чале-Шом (перс. چال شم) — село в Ірані, у дегестані Хараруд, в Центральному бахші, шагрестані Сіяхкаль остану Ґілян. За даними перепису 2006 року, його населення становило 437 осіб, що проживали у складі 117 сімей.

## Клімат
Середня річна температура становить 14,54°C, середня максимальна – 28,55°C, а середня мінімальна – 0,31°C. Середня річна кількість опадів – 1094 мм.
| Клімат поселення                              | Клімат поселення | Клімат поселення | Клімат поселення | Клімат поселення | Клімат поселення | Клімат поселення | Клімат поселення | Клімат поселення | Клімат поселення | Клімат поселення | Клімат поселення | Клімат поселення | Клімат поселення |
| Показник                                      | Січ.             | Лют.             | Бер.             | Квіт.            | Трав.            | Черв.            | Лип.             | Серп.            | Вер.             | Жовт.            | Лист.            | Груд.            |                  |
| Середній максимум, °C                         | 11,29            | 11,28            | 12,90            | 17,62            | 21,54            | 26,82            | 28,55            | 28,46            | 24,06            | 21,21            | 17,22            | 12,57            |                  |
| Середня температура, °C                       | 5,81             | 5,79             | 7,42             | 12,14            | 16,06            | 21,34            | 24,20            | 24,10            | 19,71            | 16,86            | 12,87            | 8,22             |                  |
| Середній мінімум, °C                          | 0,33             | 0,31             | 1,94             | 6,66             | 10,58            | 15,86            | 19,84            | 19,74            | 15,36            | 12,50            | 8,51             | 3,88             |                  |
| Норма опадів, мм                              | 109              | 91               | 87               | 50               | 46               | 31               | 31               | 55               | 116              | 179              | 159              | 140              |                  |
| Середньомісячна швидкість вітру, м/с          | 2.31             | 2.46             | 2.45             | 2.42             | 2.30             | 2.42             | 2.60             | 2.24             | 2.08             | 2.03             | 2.00             | 2.20             |                  |
| Середньомісячна сонячна радіація, кДж/м²·день | 7103             | 9156             | 11127            | 15650            | 19774            | 21714            | 22250            | 18971            | 15624            | 10988            | 8724             | 6776             |                  |
| --------------------------------------------- | ---------------- | ---------------- | ---------------- | ---------------- | ---------------- | ---------------- | ---------------- | ---------------- | ---------------- | ---------------- | ---------------- | ---------------- | ---------------- |
| Джерело:                                      |                  |                  |                  |                  |                  |                  |                  |                  |                  |                  |                  |                  |                  |